# کازوهیرو موری
کازوهیرو موری (ژاپنی: 森 一紘؛ زادهٔ ۱۷ آوریل ۱۹۸۱) یک بازیکن فوتبال اهل ژاپن است.
از باشگاه‌هایی که در آن بازی کرده‌است می‌توان به باشگاه فوتبال ویسل کوبه و باشگاه فوتبال رواسو کوماموتو اشاره کرد.